# Корсакас, Костас Пранович
Ко́стас Пранович Ко́рсакас (лит. Kostas Korsakas; 5 (18) октября 1909, местечко Пашвитинис, ныне Пакруойского района — 22 ноября 1986, Вильнюс) — литовский советский поэт, критик, литературовед и общественный деятель, заслуженный деятель науки Литовской ССР (1959), академик Академии наук Литовской ССР (1949).

## Биография
В детстве несколько лет провёл в Риге, куда его родители перебрались в поисках работы. Окончил прогимназию в Йонишкисе (1925), в 1928 году — седьмой класс гимназии в Шяуляй. За статьи в подпольной печати был приговорён к четырём годам заключения; в заключении провёл 1928—1930 годы. Был помилован президентом Антанасом Сметоной благодаря прошению, под которым собрали подписи его друзья.
В 1931—1936 годах вольнослушателем посещал литературные курсы в каунасском Университете Витаутаса Великого.
В 1940—1941 годах директор Государственного издательства. Во время Великой Отечественной войны руководил бюро литовско-советских писателей в Москве. В 1944—1945 годах председатель правления Союза писателей Литвы. С 1944 года профессор кафедры литовской литературы Вильнюсского университета, в 1944—1956 годах декан историко-филологического факультета Вильнюсского университета. С 1946 года директор Института литовского языка и литературы АН Литовской ССР (ныне два отдельных учреждения — Институт литовской литературы и фольклора и Институт литовского языка).
Был депутатом (1947—1963), заместителем председателя (1959—1963) Верховного Совета Литовской ССР. Награждён 5 советскими орденами, также медалями.
Похоронен на Антокольском кладбище в Вильнюсе.

## Литературная деятельность
С 1923 года, когда ему было всего лишь четырнадцать лет, начал публиковать в периодике публицистические заметки на темы трезвости, самообразования школьников, литературы и культуры. По другим сведениям, в печати дебютировал в 1925 году (использовал псевдоним Йонас Раджвилас, Jonas Radžvilas). Один из идеологов и активных сотрудников авангардистского левого журнала «Трячас фронтас» («Третий фронт»; 1930—1931) — органа третьефронтовцев. В 1933—1941 годах фактический редактор журнала „Kultūra“ («Культура»).
Писал стихотворения гражданственного содержания. Издал несколько сборников стихотворений — „Kovos įstatymas“ («Закон борьбы», 1943), „Paukščiai grįžta“ («Птицы возвращаются», 1945), „Pjūtis“ (1969), „Lapkritys“ (1979).
Переводил прозаические и стихотворные произведения латышских писателей на литовский язык.
В критике использовал социологизированные методы интерпретаций литературных произведений, заимствованные у русских революционных демократов и марксистов (В. Г. Белинский, Г. В. Плеханов, Воровский, В. М. Фриче).
Автор сборников литературно-критических и историко-литературных статей „Straipsniai apie literatūrą“ («Статьи о литературе», 1932), „Kritika“ («Критика», 1936), „Rašytojai ir knygos“ («Писатели и книги», 1940), «Против вечного врага» (1945), „Literatūra ir kritika“ («Литература и критика», 1949), „Literatūrų draugystė“ («Дружба литератур», 1962).